# Hans-Joachim König

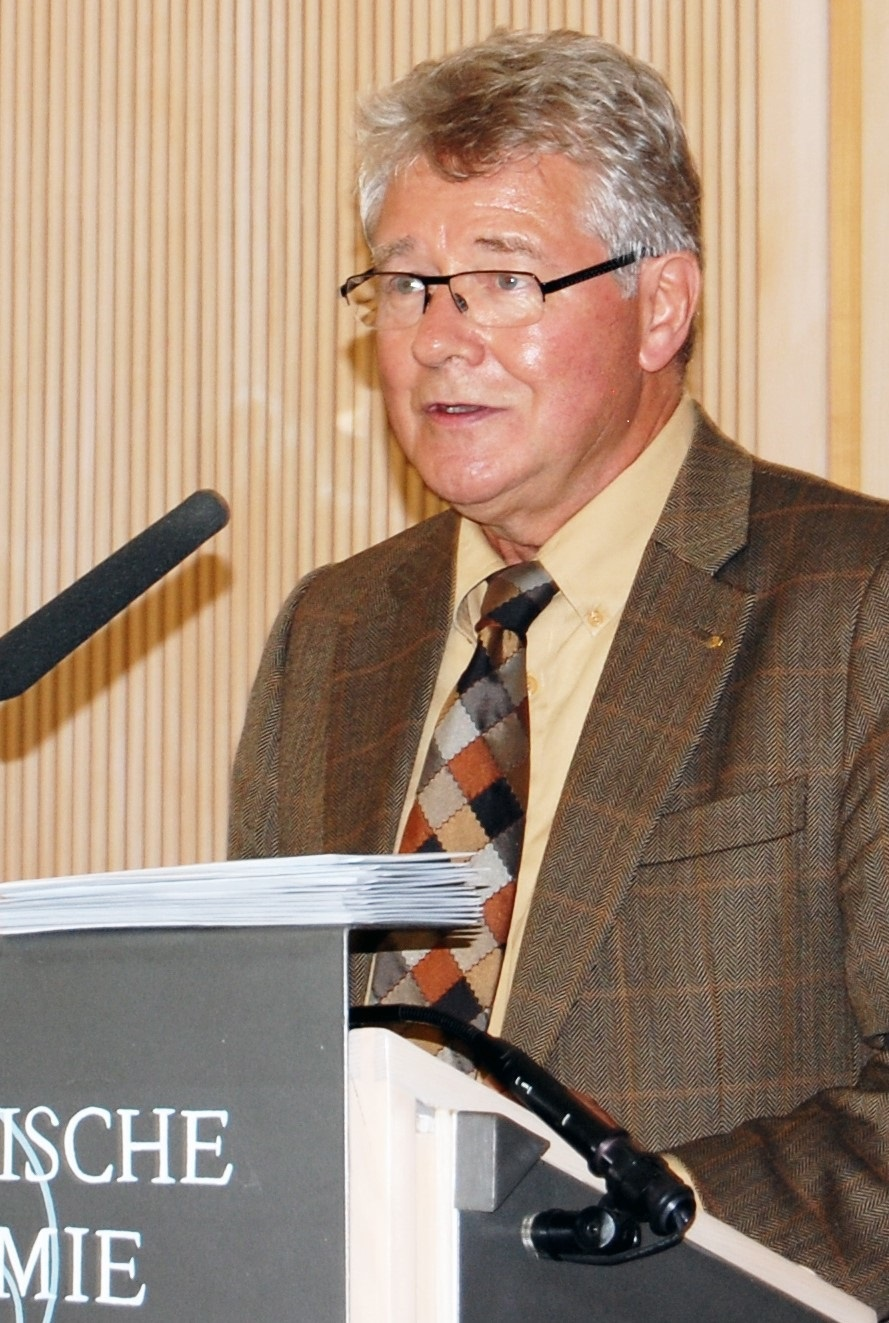
Hans-Joachim König

Hans-Joachim König (* 11. Februar 1941 in Herford) ist ein deutscher Historiker. Von 1988 bis 2006 war er Professor für die Geschichte Lateinamerikas an der Katholischen Universität Eichstätt-Ingolstadt.

## Leben
König absolvierte ein Studium der Fächer Geschichte, Spanisch und Latein an der Universität Münster und der Universität Hamburg. In Hamburg schloss er 1969 seine Promotion und 1984 seine Habilitation ab. Nachdem er zunächst als Wissenschaftlicher Assistent am Historischen Seminar der Universität Hamburg (1970/1971 und 1973 bis 1984) und als Wissenschaftlicher Oberrat am Forschungszentrum Europäische Expansion an der Universität Bamberg (1984 bis 1988) tätig gewesen war, übernahm er 1988 den neu eingerichteten Lehrstuhl für Geschichte Lateinamerikas der Katholischen Universität Eichstätt-Ingolstadt und wurde zugleich Mitdirektor des dortigen Zentralinstituts für Lateinamerika-Studien (ZILAS). An der Katholischen Universität Eichstätt-Ingolstadt war er Prodekan und Dekan der Geschichts- und Gesellschaftswissenschaftlichen Fakultät und Mitglied des Senats. König übernahm Gastprofessuren an argentinischen, chilenischen, kolumbianischen und mexikanischen Universitäten. Er wurde zudem zum Korrespondierenden Mitglied der Akademien für Geschichte Chiles (1991) und Kolumbiens (1996) benannt. Er war von 1999 bis 2008 Mitglied des Präsidiums der Asociación de Historiadores Latinoamericanistas Europeos (AHILA), von 1999 bis 2002 als dessen Vizepräsident, von 2002 bis 2005 als dessen Präsident und anschließend als Beisitzer. Seit April 2006 ist er emeritiert.
König war und ist Mitherausgeber verschiedener Reihen, Zeitschriften und Enzyklopädien, zu denen americana eystettensia, HISTORAMERICANA, das Jahrbuch für Geschichte Lateinamerikas, die Enzyklopädie der Neuzeit und die Enzyklopädie der Neuzeit Online zählen.
Der Schwerpunkt seiner Forschungen und Publikationen liegt vor allem auf den Problemen der europäischen Eroberung und Kolonisierung in Amerika und deren langfristigen Auswirkungen, den Prozessen der Staats- und Nationenbildung in Lateinamerika, insbesondere in Kolumbien, sowie der Bedeutung und Funktion der Historiographie für gesellschaftliche Prozesse in Lateinamerika.
Königs Schüler haben und hatten Professuren in Leipzig (Michael Riekenberg), Erfurt (Peer Schmidt) und Berlin (Stefan Rinke) sowie in zahlreichen lateinamerikanischen Ländern inne.
Von 2006 bis 2014 war König 1. Vorsitzender des Freundeskreises Evangelische Akademie Tutzing e. V., der sich bayernweit der Erwachsenenbildung widmet; seit 1998 gehört er zum Leitungsteam des örtlichen Freundeskreises Ingolstadt.

## Schriften (Auswahl)
Monographien
- Geschichte Brasiliens. Stuttgart: Reclam, 2014.
- Kleine Geschichte Kolumbiens. München: C. H. Beck, 2008.
- Kleine Geschichte Lateinamerikas. Stuttgart: Reclam, 2006; durchgesehene und aktualisierte Auflage, 2009; auch erschienen als Bd. 583 der Schriftenreihe der Bundeszentrale für politische Bildung, Bonn 2006.
- Die Entdeckung und Eroberung Amerikas, 1492–1550. Freiburg/Würzburg: Ploetz, 1992 (= BildGeschichte. Band 5).
- Auf dem Wege zur Nation. Nationalismus im Prozeß der Staats- und Nationbildung Neu-Granadas 1750 bis 1856. Stuttgart: Steiner, 1988; spanische Übersetzung: En el camino hacia la Nación. Nacionalismo en el proceso de formación del Estado y de la Nación de la Nueva Granada, 1750–1856. Bogotá: Banco de la Republica, 1994.

Herausgeberschaften
- mit Andrea Pagni, Stefan Rinke: Memorias de la nación en América Latina. Transformaciones, recodificaciones y usos actuales. México 2008.
- mit Michael Riekenberg, Stefan Rinke und Peer Schmidt: Von Kolumbus bis Castro. Aufsätze zur Geschichte Lateinamerikas. Stuttgart: Heinz, 2006.
- mit Tristan Platt, Colin Lewis: Estado-nación, Comunidad indígena, Industria. Tres Debates al final del Milenio. Ridderkerk: Cuadernos de Historia Latinoamericana, No. 8, 2000.
- mit Christian Gros, Karl Kohut, France-Marie Renard-Casevitz: El indio como sujeto y objeto de la historia latinoamericana. Pasado y presente. Frankfurt/Main, Madrid: Vervuert, 1998.
- mit Marianne Wiesebron: Nationbuilding in Nineteenth Century Latin America. Leiden: Research School CNWS, 1998.
- mit Stefan Rinke: Transatlantische Perzeptionen: Lateinamerika ‒ USA ‒ Europa in Geschichte und Gegenwart. Stuttgart: Heinz, 1998 (= HISTORAMERICANA. Band 6).
- mit Wolfgang Reinhard, Reinhard Wendt: Der europäische Beobachter außereuropäischer Kulturen. Zum Problem der Wirklichkeitswahrnehmung. Berlin 1989 (= Zeitschrift für Historische Forschung. Beiheft 7).
- Simón Bolívar. Reden und Schriften zu Politik, Wirtschaft und Gesellschaft. Mit einem Vorwort von Belisario Betancur. Hamburg/Obertshausen: Institut für Iberoamerika-Kunde Hamburg, 1984.
- Inge Buisson, Günter Kahle, Horst Pietschmann: Problemas de la Formación del Estado y de la Nación en Hispanoamérica. Köln/Wien: Böhlau, 1984 (= Lateinamerikanische Forschungen. Band 13).